# Eric Lemming
Pour les articles homonymes, voir Lemming (homonymie).

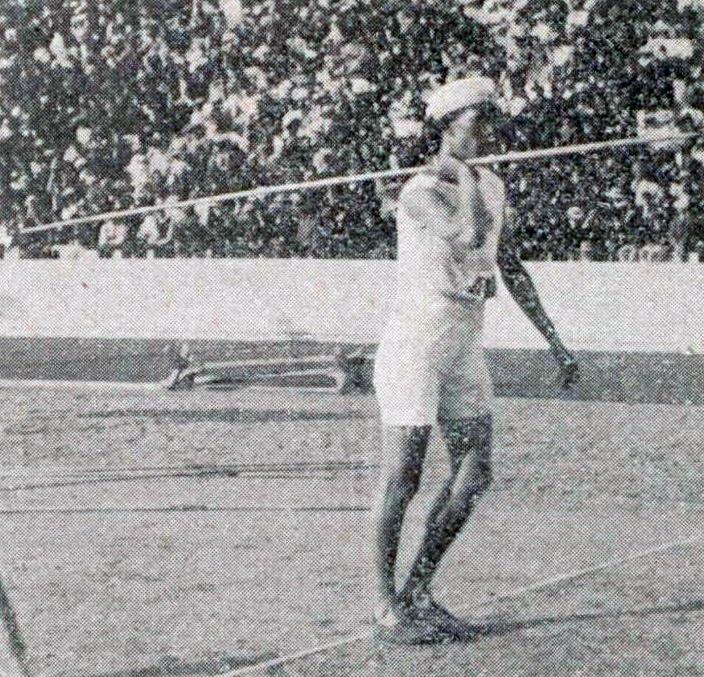
Eric Lemming, vainqueur du lancer de javelot à Athènes, en 1906.

Eric Otto Valdemar Lemming, né le 22 février 1880 à Göteborg et décédé le 5 juin 1930 dans la même ville, était un athlète suédois spécialiste du lancer du javelot. Il a néanmoins participé aux Jeux olympiques d'été dans de nombreuses disciplines.
Eric Lemming a remporté un total de sept médailles olympiques, dont quatre d'or. Sur ce total, il remporte quatre médailles aux Jeux olympiques intercalaires de 1906. Sa récolte de médailles olympiques commence en 1906 à Athènes où il remporte quatre médailles dont l'or au lancer du javelot.
Deux ans plus tard, aux Jeux olympiques d'été de 1908 à Londres, il remporte les deux titres au lancer du javelot, en style classique et style libre. Il défend avec succès son titre aux Jeux olympiques d'été de 1912 à Stockholm. Il domine le lancer du javelot au niveau mondial pendant près de quinze ans.

## Palmarès

### Jeux olympiques
- 1900 à Paris ( France)
  - 12e au saut en longueur
  - 4e au saut en hauteur
  - 4e au saut à la perche
  - 4e au lancer du marteau
  - 8e au lancer du disque
- 1906 à Athènes ( Grèce)
  -  Médaille d'or lancer du javelot (style libre)
  -  Médaille de bronze au lancer du poids
  -  Médaille de bronze au pentathlon
  -  Médaille de bronze au tir à la corde
- 1908 à Londres ( Royaume-Uni)
  -  Médaille d'or lancer du javelot (style libre)
  -  Médaille d'or lancer du javelot (style classique)
- 1912 à Stockholm ( Suède)
  -  Médaille d'or lancer du javelot

### Records
- Record du monde du lancer du javelot avec 62,32 m le 29 septembre 1912 à Stockholm. Ce record est par la suite battu par Jonni Myyrä.